# O Convidado
O Convidado é uma obra de contos brasileira escrita por Murilo Rubião e publicada originalmente pela Editora Quíron em 1974. É considerada uma das publicações mais relevantes do autor, ao lado de O Pirotécnico Zacarias, lançado no ano seguinte.
Precursor da literatura fantástica no Brasil, o livro de Rubião reúne nove contos, os quais abordam inúmeros temas humanos (como justiça e violência): O Convidado, Botão-de-Rosa, Aglaia, A fila, O lodo, Epidólia, O bloqueio, Petrínia e Os comensais.